# Urbi et Orbi
Urbi et Orbi è una locuzione latina composta da due sostantivi, Urbi e Orbi, uniti dalla congiunzione et: Urbi significa "all'Urbe", per gli antichi Romani la città di Roma, Orbi significa "all'Orbe", nel senso di "mondo". La locuzione quindi significa "all'Urbe e all'Orbe", nel linguaggio corrente resa con "a Roma e al mondo". La locuzione si usa anche al genitivo: Urbis et Orbis ("di Roma e del mondo").
La locuzione evidenzia il presupposto di Roma al centro del mondo. È usata in ambito cattolico in iscrizioni, bolle e altri documenti pontifici e delle Congregazioni romane, messaggi e benedizioni e indulgenze concesse dal papa diretti congiuntamente ai fedeli di Roma e ai fedeli del mondo intero. Per estensione è usata per indicare tutto ciò che riguarda il pontificato e la Chiesa cattolica. È riportata in medaglie, monete e memorie del pontificato.
La locuzione Urbis et Orbis, oltre che in documenti della Santa Sede, è utilizzata anche per indicare la lingua latina (Urbis et Orbis lingua), intesa come lingua universale, di Roma e del mondo.
Fuori dai riferimenti a Roma e al mondo, Urbi et Orbi viene usata per denotare qualcosa detto o pubblicato ai quattro venti, facendolo sapere a tutti; ed anche come motto o titolo o ragione sociale per indicare qualcosa destinato a tutti o almeno senza preclusioni verso nessuno.
In senso scherzoso la locuzione in italiano viene usata per indicare non il mondo intero, ma gli "orbi", vale a dire i ciechi, usandola anche invertendo i sostantivi: Orbi et Urbi.

## Usi nella Chiesa cattolica

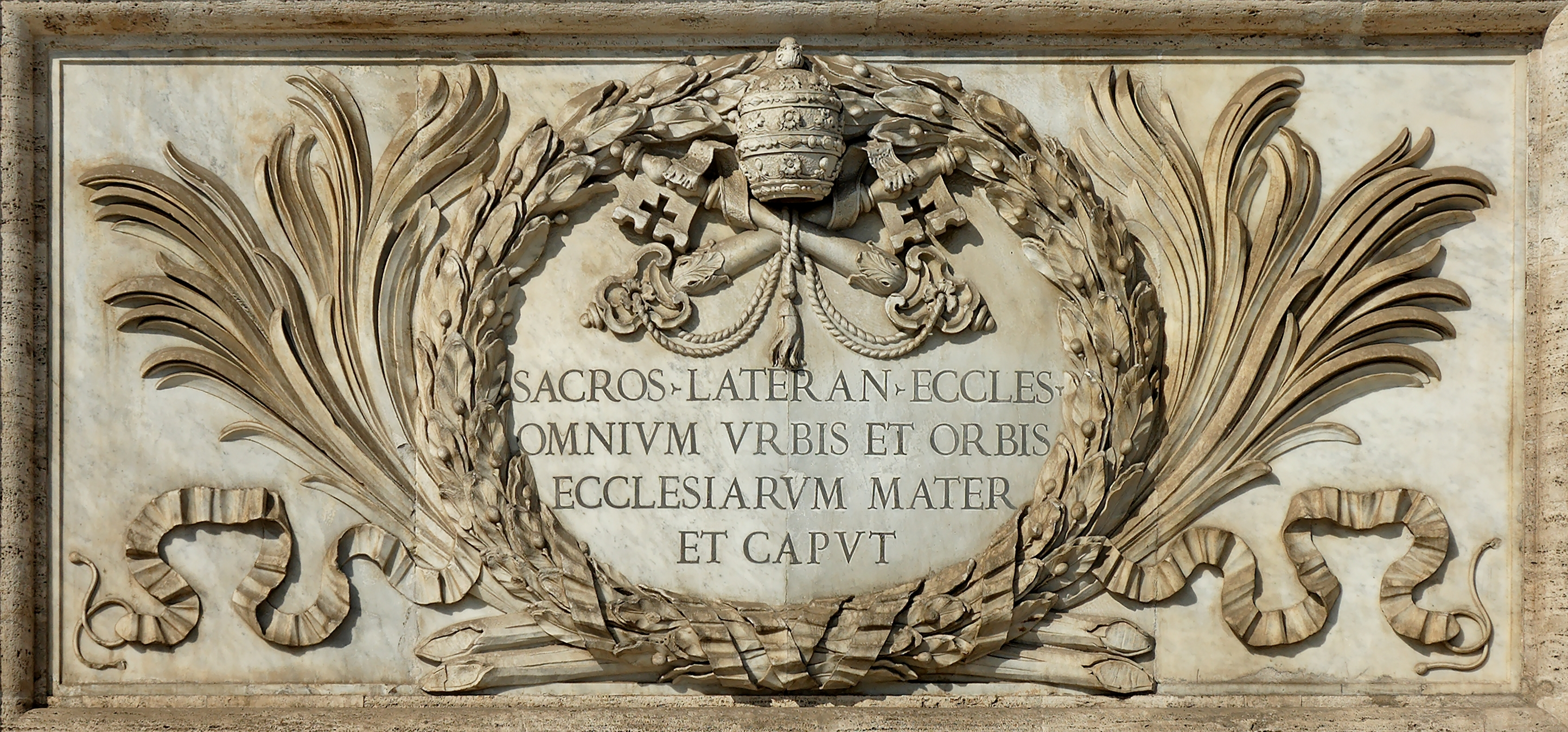
Iscrizione sull'ingresso della Basilica Lateranense: "Capo e Madre di tutte le Chiese di Roma e del mondo".

### Titolo della Basilica Lateranense
Una testimonianza del concetto della centralità dell'Urbe rispetto all'Orbe è data dalla scritta posta all'ingresso della Basilica Lateranense, che definisce la medesima chiesa «omnium Urbis et Orbis Ecclesiarum Mater et Caput» ("Madre e Capo di tutte le chiese nella città e nel mondo").

### Documenti della Santa Sede
La locuzione nelle due forme Urbi et Orbi e Urbis et Orbis ricorre in svariati tipi di documenti pontifici e delle Congregazioni romane:
- la bolla Urbi et Orbi del 1256[10] con cui papa Alessandro IV condannò il libro Libellus de novissimorum temporum ("Dei pericoli degli ultimi tempi") in cui Guglielmo di Saint-Amour contestava ai Domenicani e ai Francescani il diritto di aprire scuole di Filosofia e di Teologia; il pontefice con la medesima bolla privò l'autore di tutti i suoi benefici;[11]
- il decreto Urbis et Orbis del 30 settembre 1817 della Sacra Congregazione delle Indulgenze, con il quale il pontefice Pio VII aumentò le indulgenze ai fedeli che avessero recitato le litanie lauretane;[12]
- il decreto Urbis et Orbis del 10 maggio 2008 con la quale la Penitenzieria apostolica, in conformità al volere del pontefice Benedetto XVI, concesse speciali indulgenze in occasione del bimillenario della nascita di san Paolo.[13]

### Messaggi pontifici
Con il tempo la locuzione Urbi et Orbi è stata usata prevalentemente per indicare la forma più solenne di benedizione apostolica di un papa e i messaggi pronunciati dal papa al mondo intero sia in occasione della benedizione Urbi et Orbi sia in altre circostanze durante celebrazioni trasmesse in Eurovisione o Mondovisione o radiomessaggi appositi. Legati a questi eventi sono le medaglie e monete commemorative, nonché i ricordi stampati e gli audiovisivi, che alimentano il mercato collezionistico e la devozione.

### La benedizioneUrbi et Orbi

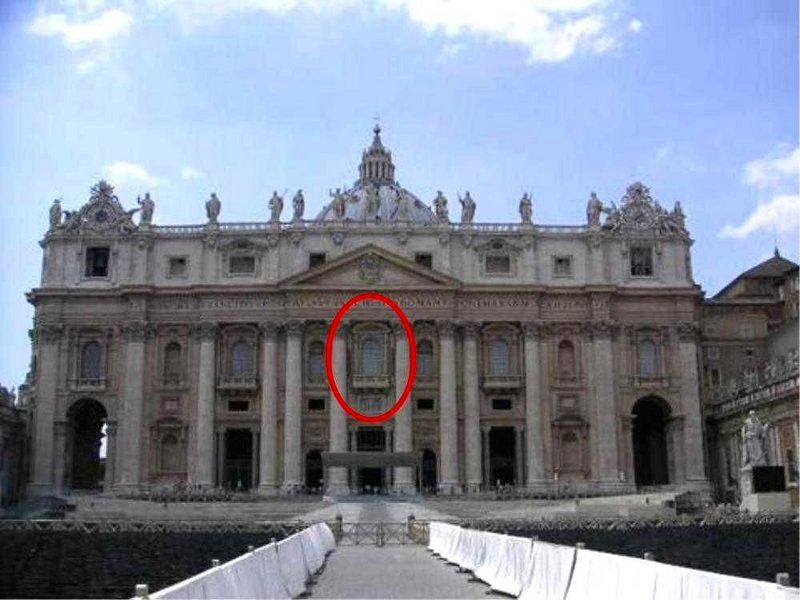
Facciata della Basilica di San Pietro in Vaticano. È cerchiata la loggia centrale, da cui solitamente il papa impartisce la benedizione Urbi et Orbi.

La benedizione Urbi et Orbi è la forma più solenne di benedizione apostolica nella Chiesa cattolica ed è riservata al papa. È una forma di benedizione pubblica che il pontefice impartisce per la prima volta subito dopo la propria elezione al soglio pontificio e ogni anno nei giorni di Natale e Pasqua e in altre circostanze eccezionali.

#### Indulgenza
Alla benedizione è annessa l'indulgenza plenaria, la quale comporta la remissione di tutte le pene dovute per i peccati per i fedeli presenti in piazza San Pietro e per coloro che la ricevono tramite i vari mezzi di comunicazione sociale (radio, televisione, streaming in internet), alle solite condizioni (animo sgombro dall'attaccamento al peccato anche veniale, confessione e comunione entro gli otto giorni prima o dopo, preghiera secondo le intenzioni del Sommo Pontefice).

#### Storia
Il rito della benedizione papale Urbi et Orbi si sviluppò nel XIII secolo durante il pontificato di Gregorio X.
Prima dell'occupazione di Roma da parte dell'esercito del Regno d'Italia (20 settembre 1870), questa benedizione veniva impartita dal papa in diverse circostanze in determinate basiliche di Roma, affacciandosi alla piazza antistante la basilica dalla loggia centrale della facciata: nella Basilica di San Pietro al Giovedì santo, a Pasqua, nella solennità dei santi Pietro e Paolo, nel giorno dell'elezione del papa e in quello della sua incoronazione; in San Giovanni in Laterano all'Ascensione (a volte rinviata a Pentecoste), e in occasione della intronizzazione del papa come vescovo di Roma; nella Basilica di Santa Maria Maggiore all'Assunzione. In occasione dell'anno santo, inoltre, il papa impartiva la benedizione Urbi et Orbi anche in altre occasioni a beneficio dei pellegrini: nell'anno giubilare del 1650, ad esempio, papa Innocenzo XI lo fece all'Epifania, alla Pentecoste e a Ognissanti dal balcone del palazzo del Quirinale, allora residenza papale. In seguito anche altri papi diedero queste benedizioni speciali dal Quirinale.
Dopo la perdita del potere temporale (20 settembre 1870) la benedizione viene impartita soltanto dalla Basilica di San Pietro, e le occasioni furono ulteriormente ridotte alla Pasqua e al Natale, oltre ovviamente al giorno dell’elezione del papa. Fino al 1921 i papi non si affacciarono su piazza San Pietro, ma davano la benedizione Urbi et Orbi dalla loggia interna della basilica o dal balcone di un cortile interno del Vaticano a significare che si consideravano "prigionieri in Vaticano". Pio XI, eletto nel 1922, tornò a dare la benedizione dalla loggia esterna a significare l'intenzione di risolvere la questione romana.
Fino al pontificato di Pio XI, il papa, preceduto dal crocifero e accompagnato da due cardinali diaconi, dal maestro delle cerimonie e dagli accoliti, si recava alla loggia delle benedizioni in sedia gestatoria col baldacchino, indossando i paramenti pontificali e il triregno. I successori si recavano a piedi (da Paolo VI in poi senza il triregno), talora con gli abiti pontificali talora con l'abito corale (rocchetto, mozzetta e stola). 
Papa Francesco ha semplificato ulteriormente il cerimoniale, limitandosi ad indossare la stola sopra la veste talare per il solo tempo della benedizione.
Dopo la Conciliazione tra la Santa Sede e l'Italia (11 febbraio 1929) in piazza, oltre la folla, ad accogliere il papa ci sono le rappresentanze militari dello Stato della Città del Vaticano e dell'Italia e le bande dei due Stati: quella della Gendarmeria pontificia che esegue l'inno nazionale italiano e quella dei Carabinieri che esegue l'inno pontificio. In generale, il papa, verso mezzogiorno, dopo aver celebrato la Messa nella Basilica Vaticana a Natale o sul sagrato della stessa a Pasqua, si reca alla loggia delle benedizioni, e, dopo aver ricevuto i saluti militari della Guardia svizzera pontificia e delle forze armate italiane, pronuncia il messaggio Urbi et Orbi, la preghiera dell'Angelus a Natale o quella del Regina Caeli a Pasqua (se non è stata detta al termine della Messa), e infine, previo annuncio dell'indulgenza da parte del cardinale protodiacono, impartisce la benedizione apostolica Urbi et Orbi. Questo cerimoniale viene attualmente seguito anche in occasione della benedizione impartita dal papa neoeletto, a parte l'orario e la Messa di inaugurazione del suo ministero di pastore supremo della Chiesa cattolica, che viene organizzata per un giorno festivo entro una decina di giorni. I papi che precedettero Giovanni Paolo II non usavano tenere alcun discorso in occasione della loro prima benedizione Urbi et Orbi.
Con l'avvento delle radiotrasmissioni e successivamente della televisione la benedizione Urbi et Orbi, tramite l'Unione europea di radiodiffusione e altri collegamenti, ha raggiunto poco per volta un numero sempre crescente di paesi del mondo. A partire dalla Pasqua 1960 i messaggi si concludevano con i saluti nelle lingue dei paesi collegati. Si è passati dai saluti in 6 lingue alle 64 lingue del Natale 2012. Papa Francesco ha poi abolito questi saluti.
A Natale del 1995, a causa di una malattia, papa Giovanni Paolo II non si recò alla loggia delle benedizioni, ma si affacciò alla finestra del suo studio per un saluto, al termine del quale diede la benedizione Urbi et Orbi con la formula comune delle benedizioni episcopali.. Lo stesso accadde nella Pasqua del 2005: in quel caso, a causa delle precarie condizioni di salute del pontefice - che lo porteranno alla morte una settimana più tardi, il messaggio Urbi et Orbi venne letto in sua vece dal cardinale Angelo Sodano, segretario di Stato. Dopo la lettura del messaggio, papa Wojtyla benedisse la folla di mano sua, tentando di parlare ma senza riuscirci. Stesso copione si ebbe vent’anni dopo, nella Pasqua 2025, con papa Francesco: il messaggio venne letto dal maestro delle celebrazioni liturgiche pontificie, mons. Diego Giovanni Ravelli, e poi il papa, con voce roca a causa delle sue condizioni di salute – sarebbe deceduto la mattina del giorno dopo – impartì la benedizione.
Nella circostanza della pandemia di Covid-19, nel 2020 papa Francesco non impartì la benedizione Urbi et Orbi dalla loggia centrale della Basilica Vaticana, ma nel giorno di Pasqua all'interno di essa dopo aver celebrato la Messa all'altare della Cattedra, e nel giorno di Natale nell'Aula della Benedizione. Qualche settimana prima, il 27 marzo, lo stesso papa Francesco, sul sagrato della Basilica Vaticana, in una piazza San Pietro completamente deserta ma collegato con i fedeli tramite i mezzi di telecomunicazione, ha presieduto una supplica per ottenere la fine della pandemia e ha impartito la benedizione eucaristica Urbi et Orbi. Per l'occasione l'icona della Salus populi romani e il crocifisso della chiesa di San Marcello al Corso, invocati nel passato dai papi e dal popolo romano in occasione di epidemie, sono stati portati in piazza San Pietro e lì esposti.

#### Svolgimento del rito
La benedizione è preceduta dall'annuncio dell'indulgenza fatto da un cardinale (di solito il cardinale protodiacono) in italiano:
()
La benedizione contiene una formula che fa riferimento alla remissione dei peccati e all'indulgenza. Va notato che la formula di remissione dei peccati non ha valore di assoluzione, ma impetratorio.
La benedizione viene pronunciata in latino, i fedeli alle singole invocazioni rispondono "Amen":
℟. Amen.

℣. Précibus et méritis beátæ Maríæ semper Vírginis, beáti Michaélis Archángeli, beáti Ioánnis Baptístæ, et sanctórum Apostolórum Petri et Pauli et ómnium Sanctórum, misereátur vestri omnípotens Deus et dimíssis ómnibus peccátis vestris, perdúcat vos Iesus Christus ad vitam ætérnam.
℟. Amen.

℣. Indulgéntiam, absolutiónem, et remissiónem ómnium peccatórum vestrórum, spátium veræ et fructuósæ pæniténtiæ, cor semper pǽnitens, et emendatiónem vitæ, grátiam, et consolatiónem Sancti Spíritus, et finálem perseverántiam in bonis opéribus, tríbuat vobis omnípotens, et miséricors Dóminus.
℟. Amen.

℣. Et benedíctio Dei omnipoténtis, Patris †, et Filii †, et Spíritus † Sancti descéndat super vos et máneat semper.
℟. Amen.»
℟. Amen.

℣. Per le preghiere e i meriti della beata sempre Vergine Maria, del beato Michele arcangelo, del beato Giovanni Battista, dei santi apostoli Pietro e Paolo, e di tutti i santi, Dio onnipotente abbia misericordia di voi, e, perdonati tutti i vostri peccati, Gesù Cristo vi conduca alla vita eterna.
℟.  Amen.

℣. Il Signore onnipotente e misericordioso vi conceda l'indulgenza, l'assoluzione e la remissione di tutti i vostri peccati, un periodo di pentimento genuino e fruttuoso, un cuore sempre penitente e una conversione della vita, la grazia e il consiglio dello Spirito Santo, e la perseveranza continua nelle opere buone.
℟. Amen.

℣. E la benedizione di Dio onnipotente, Padre † e Figlio † e Spirito † Santo discenda su di voi e con voi rimanga sempre.
℟. Amen.»

## Galleria d'immagini

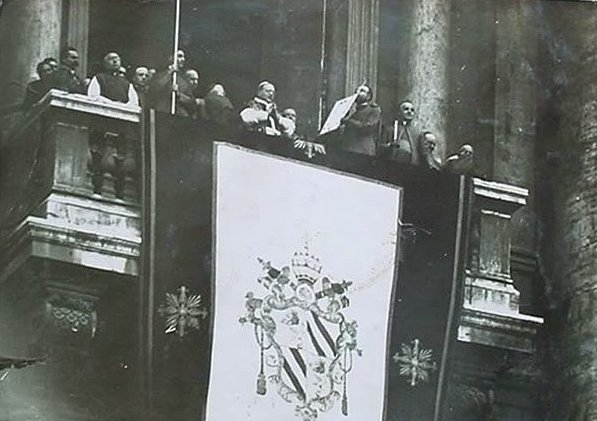
Pio XI si affaccia alla loggia il giorno della sua elezione
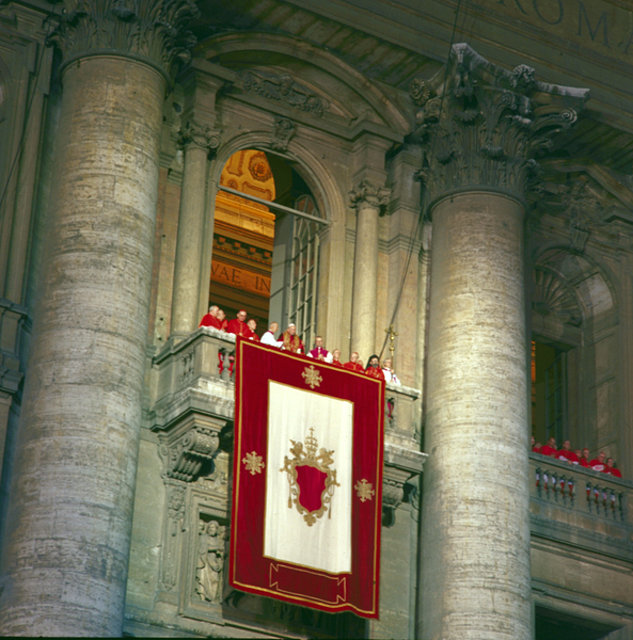
Giovanni Paolo II si affaccia alla loggia il giorno della sua elezione
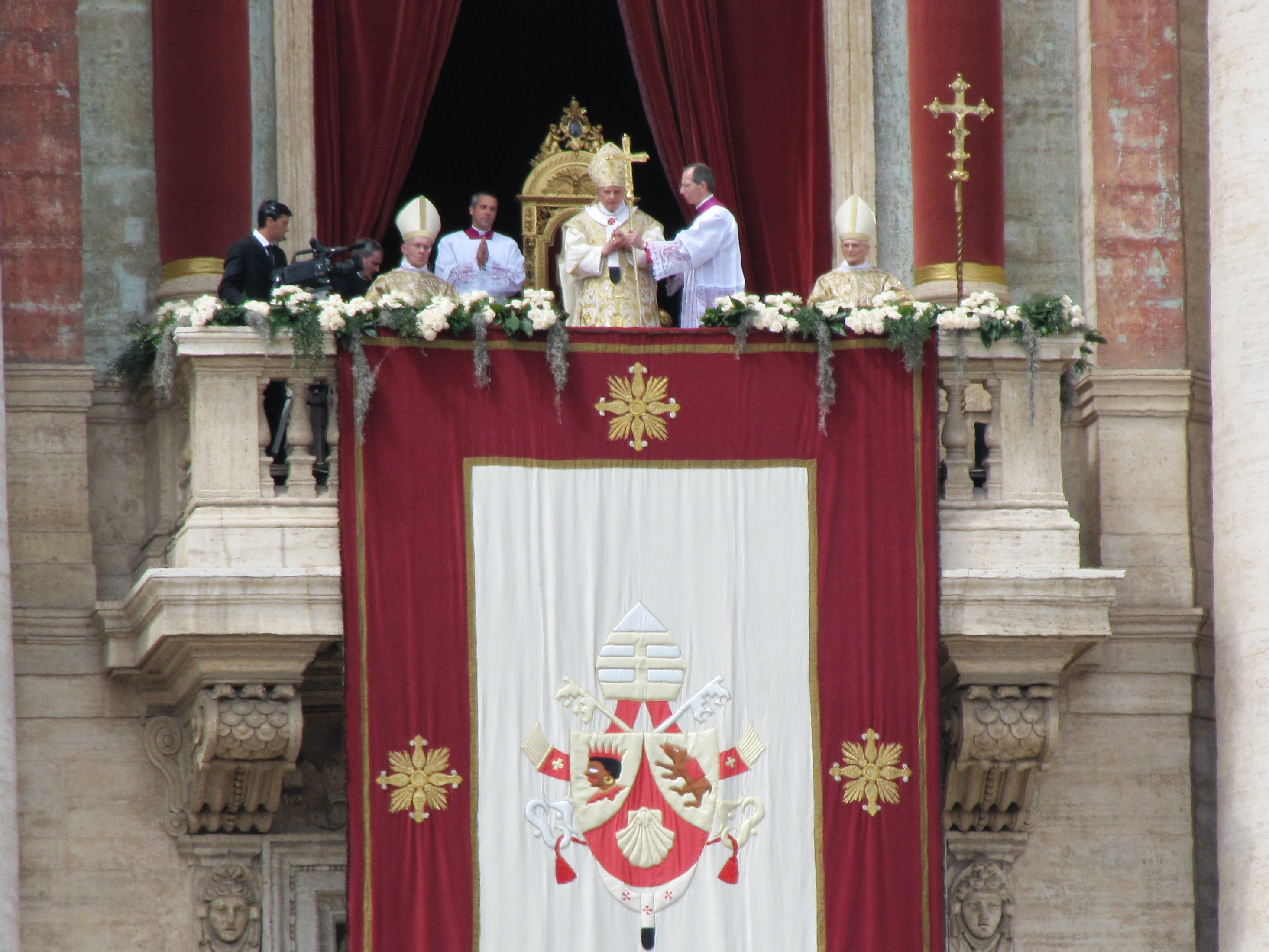
Benedetto XVI durante la benedizione di Pasqua del 2011
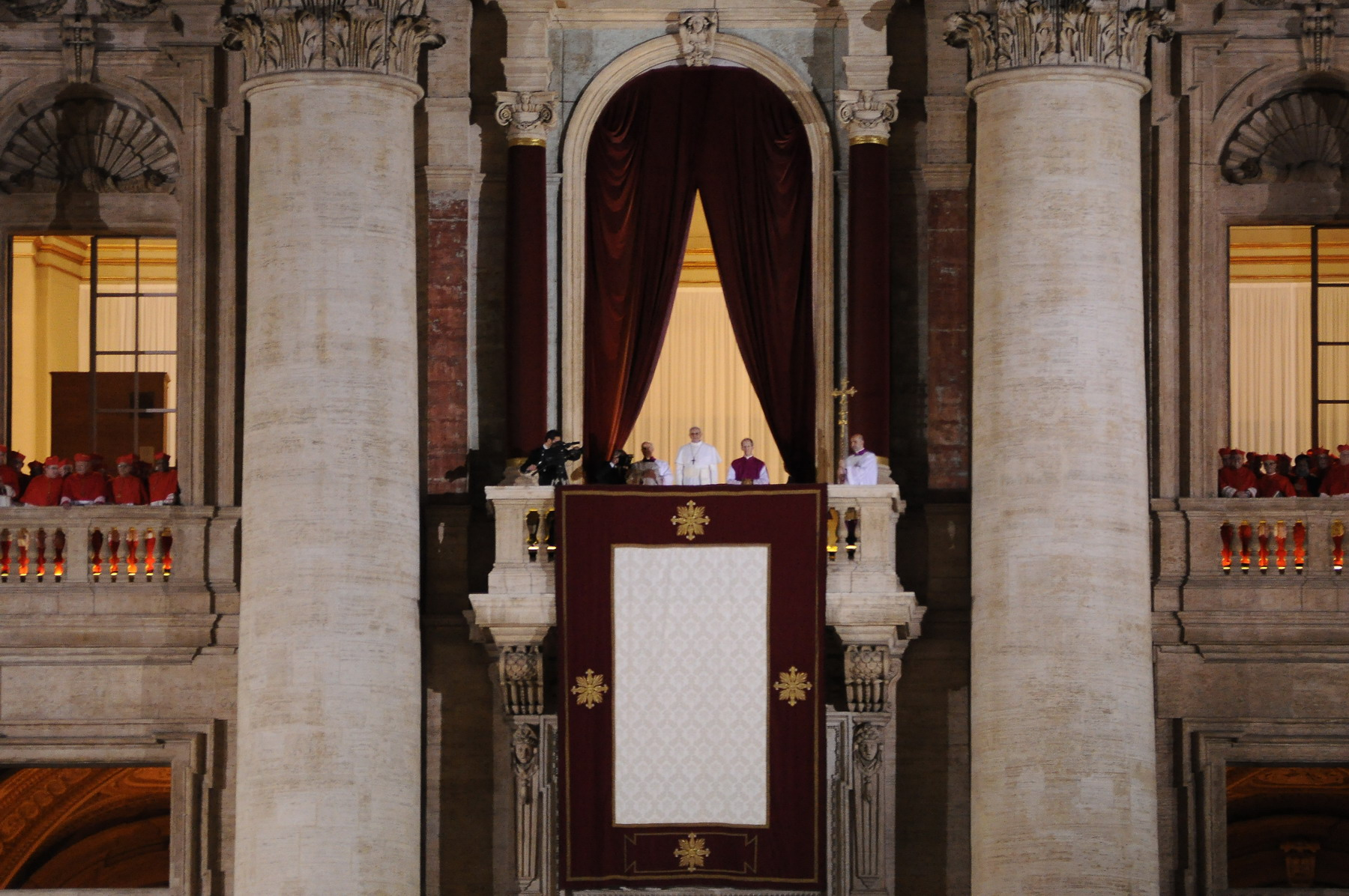
Francesco si affaccia alla loggia il giorno della sua elezione
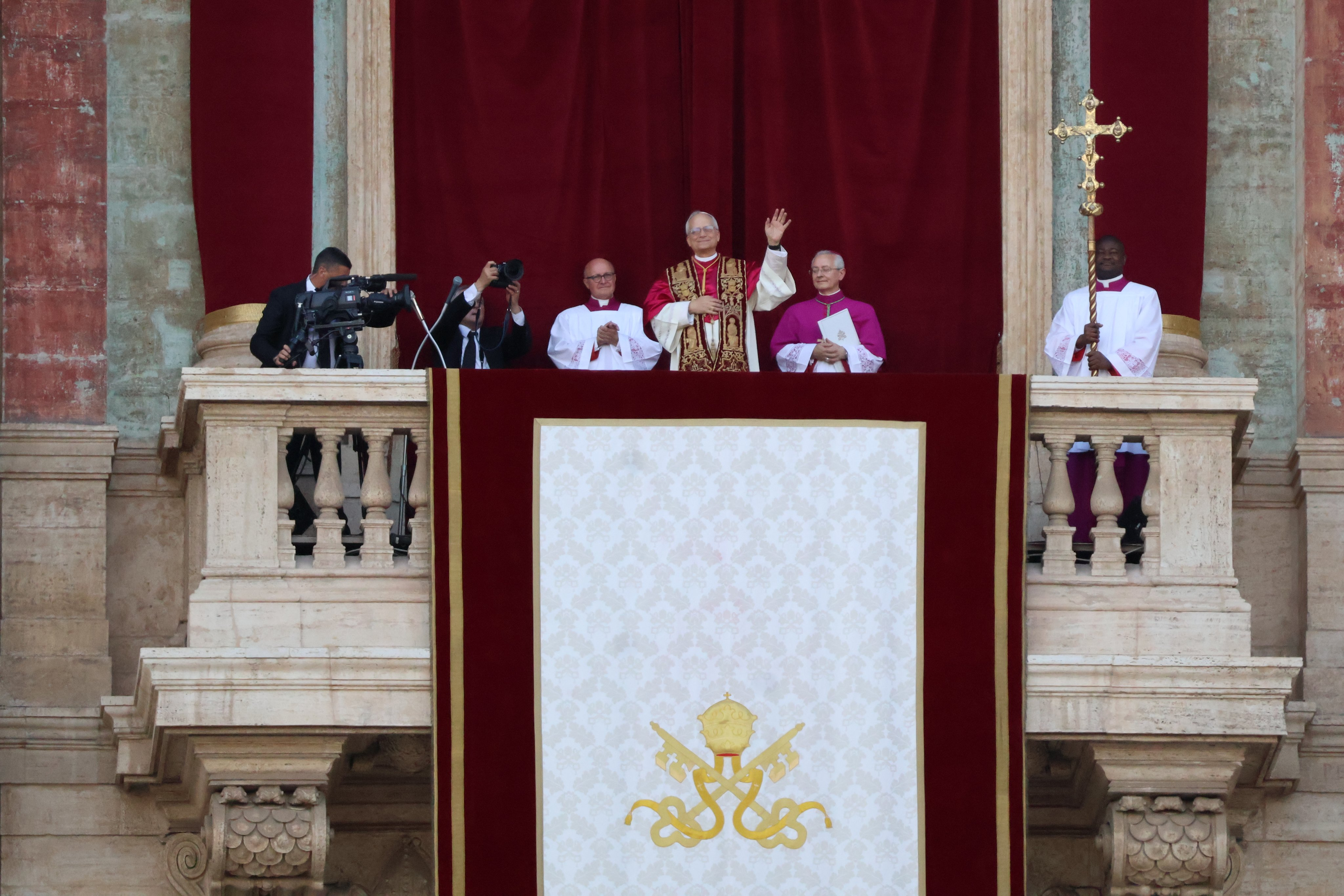
Leone XIV si affaccia alla loggia il giorno della sua elezione